# Hladovka (okres Tvrdošín)
Hladovka je obec na Slovensku, v okrese Tvrdošín v Žilinském kraji.
V roce 2011 zde žilo 1 015 obyvatel.